# Al Jazeera English
Al Jazeera English – nadająca całą dobę telewizja informacyjna w języku angielskim. Powstała jako językowa wersja arabskiej telewizji Al Jazeera.
Początkowo miała rozpocząć nadawanie w czerwcu 2006, jednak jej start był przekładany do 15 listopada 2006. Pierwotnie stacja miała nazywać się Al Jazeera International, jednak 14 listopada zapadła decyzja o zmianie nazwy.
Al Jazeera English jest pierwszą globalną anglojęzyczną telewizją nadającą z Bliskiego Wschodu. Stacja nadaje informacje o tym regionie oraz o wydarzeniach na całym świecie, mając w zasięgu potencjalnie 1 miliard widzów posługujących się językiem angielskim. Telewizja nie posiada studia, będącego centrum nadawania. Wydarzenia nadawane są rotacyjnie (w zależności od pory dnia) z czterech centrów zlokalizowanych w: Kuala Lumpur, Doha, Londynie i Waszyngtonie.
W programie stacji oprócz bieżących wiadomości nadawane są programy dokumentalne, transmisje na żywo, biznes, sport oraz prognoza pogody.

## Redakcje i oddziały lokalne na świecie

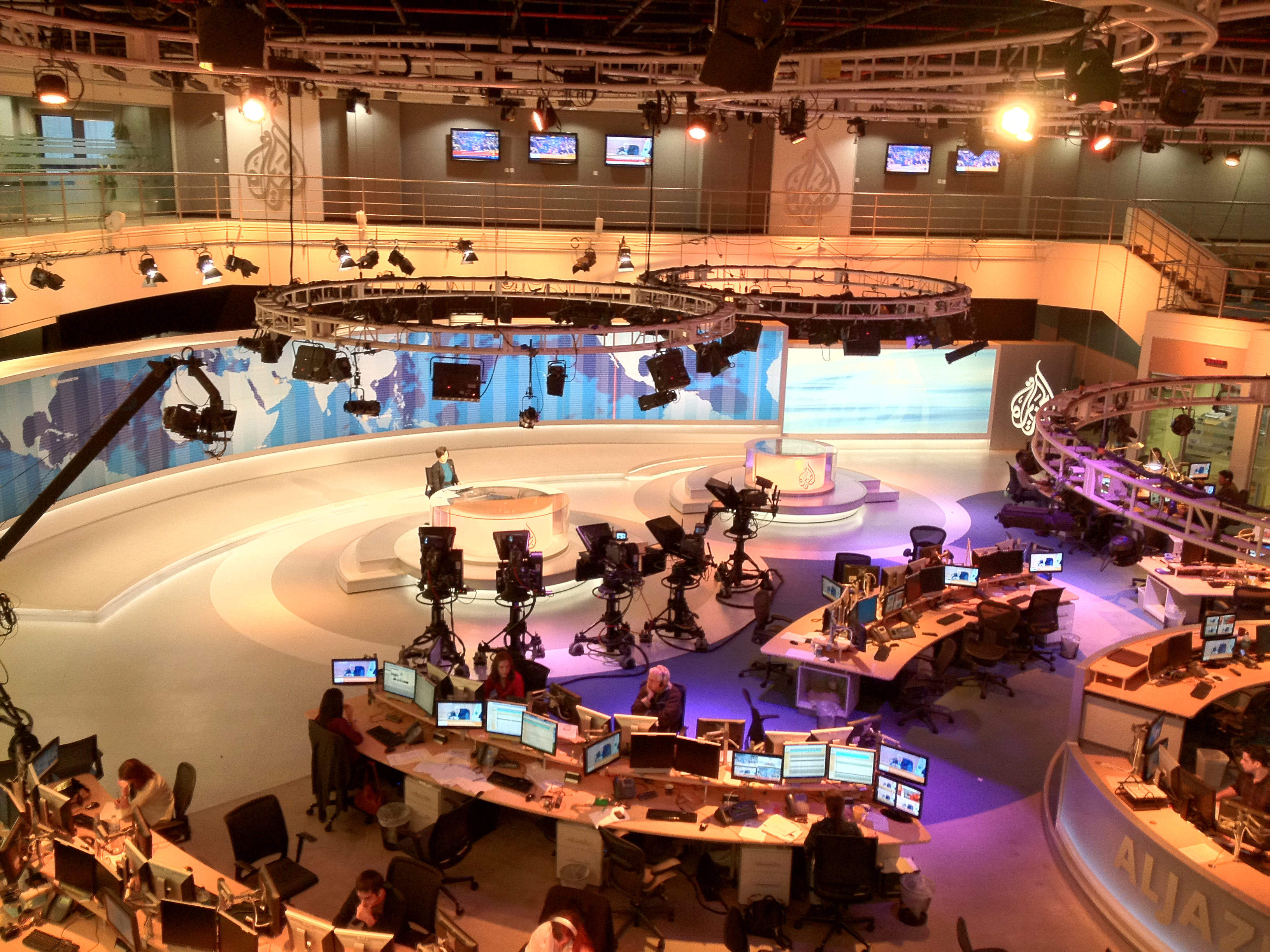
Newsroom i studio w siedzibie głównej na Katarze.

Oprócz czterech centrów nadawania Al Jazeera English posiada lub w najbliższym czasie otworzy łącznie 20 informacyjnych redakcji lokalnych.

### Bliski Wschód
- centrum nadawania: Doha
- redakcje lokalne: Bejrut, Jerozolima, Ramallah, Gaza, Teheran.

### Afryka
- redakcje lokalne: Kair, Abidżan, Nairobi, Johannesburg, Harare.

### Azja i Australia
- centrum nadawania: Kuala Lumpur
- redakcje lokalne: Pekin, Delhi, Islamabad, Dżakarta, Manila, Sydney.

### Ameryka
- centrum nadawania: Waszyngton
- redakcje lokalne: Buenos Aires, São Paulo, Bogota, Meksyk, Caracas, Nowy Jork, Los Angeles, Toronto.

### Europa
- centrum nadawania: Londyn
- redakcje lokalne: Paryż, Berlin, Ateny, Sarajewo, Moskwa.

## Dziennikarze
Wśród dziennikarzy, którzy wcześniej byli w stacjach telewizyjnych takich jak BBC, CNN są:
- David Frost (BBC)
- Riz Khan (CNN)
- Felicity Barr (ITN)
- Stephen Cole (BBC)
- Jane Dutton (BBC, CNN)
- David Foster (Sky)
- Steff Gaulter (Sky)
- Joanna Gąsiorowska (ITN, Sky)
- Shiulie Ghosh (ITN)
- Kimberly Halkett (GLOBAL TV)
- David Hawkins (CBS News)
- Darren Jordon (BBC)
- Dave Marash (ABC)
- Rageh Omaar (BBC)
- Veronica Pedrosa (BBC, CNN)
- Shahnaz Pakravan (BBC, ITN)
- Mark Seddon (Various)
- Barbara Serra (Sky)
- Lauren Taylor (ITN)

Inne rozpoznawalne osoby w redakcji:
- Josh Rushing – były żołnierz US Marines

## Inne informacje
- Al Jazeera English jako pierwsza telewizja o zasięgu ogólnoświatowym nadaje w standardzie HDTV.
- W redakcji sportowej Al Jazeera English pracuje polska dziennikarka – Joanna Gasiorowska, która prezentuje informacje i przygotowuje krótkie reportaże o tematyce sportowej. Wcześniej współpracowała m.in. z brytyjskimi redakcjami ITN i Sky Sports.